# 2018年朝鲜重大交通事故
朝鮮旅遊巴士墜橋事故是指2018年4月22日，朝鮮民主主義人民共和國黃海北道一輛載有中國乌有之乡旗下星火旅行社组织的旅游團旅遊大巴從大橋墮下，導致32名中國旅客和4名當地居民死亡。

## 事件經過
据悉，组织这次旅行的星火旅行社为“纪念抗美援朝胜利65周年”以及“为弘扬抗美援朝伟大精神，缅怀志愿军先烈辉煌业绩”决定进行“朝鲜红色之旅”。行程共7日6夜，团费每人5900元人民币，全团共30多人。领队为乌有之乡主编刁伟铭。该团4月18日出发往朝鲜计划参观平壤、南浦、开城、桧仓郡、元山、上甘岭地区、金刚山特区等7地，其中大部份行程与“寻访志愿军英名伟迹”有关。出事当天他们刚参观完板门店和上甘岭地区。旅行团结束上甘岭朝圣之旅、参观完板门店后，返回首都平壤途中发生车祸。

## 意外起因
事發時旅遊大巴從开城開往平壤，於黃海北道的大橋上因狂风大雨失控墜落，並根據中國中央電視台播報的新聞片段顯示，大巴翻覆後，部分零件有所掉落。

## 事後反應
朝鮮勞動黨委員長金正恩事後前往了中国驻朝鲜大使馆對事故表示哀悼，之后又亲自到医院探访了伤者。中国方面建议尽快把伤者和死者的遗体运回中国。2018年4月26日清晨金正恩到平壤站为受伤的中国公民送行，并检视了运载意外死者遗体的车厢。列车在当天北京时间早上九点抵达辽宁沈阳，而中国相关部门帮助死伤者的家属做好善后工作。
韩国媒体《東亞日報》报道指金正恩事后追究责任，枪决了4名官员，包括劳动英雄、人民军少将兼金刚开发总公司负责人黃英植及政治局长等人。同时，朝鲜军队实权顺位第一的总政治局长由金正觉变为金秀吉，人民武力相由朴永植改为人民武力相第一副相努光铁，总参谋长由李明秀变为第一副参谋长李永吉。
孔庆东和司马南也在乌有之乡网站发长文悼念事故中遇难的领队刁伟铭。